# Berlagebrug (Groningen)
De Berlagebrug is een basculebrug in de stad Groningen over het Eemskanaal. De brug is een van de nieuwste bruggen in de stad en is gebouwd in 2010 om een betere verbinding te creëren tussen Oosterhoogebrug en industriegebied Euvelgunne. Door de brug hoeft men niet meer om te rijden via de Europabrug. De brug is genoemd naar architect en stedenbouwkundige Hendrik Petrus Berlage die als adviseur medeverantwoordelijk was voor de stadsuitbreidingen van Groningen in de jaren 1920 en '30. Over de brug loopt de Eltjo Ruggeweg (genoemd naar politicus Eltjo Rugge), het verlengde van de Oliemuldersweg.
De brug is een bijzondere vorm basculebrug waarbij de contragewichten zich aan weerszijden boven het wegdek bevinden. Als de brug geopend wordt gaan deze 65 ton wegende gewichten negen meter omlaag waardoor het brugdek wordt geopend.
In het uitbreidingsplan van H.P.J. Schut en H.P. Berlage van 1928 en 1932 was op deze plek al een brug voorzien, als onderdeel van een oostelijke ringweg gevormd door de Oosterhamriklaan, Oliemuldersweg en Bornholmstraat. Deze wegen kwamen er wel maar ze hebben nooit als ringweg gefungeerd, onder meer omdat (geschikte) bruggen over het Oosterhamrikkanaal en Eemskanaal achterwege bleven. De oostelijke ringweg werd uiteindelijk verder naar het oosten gerealiseerd.
In januari 2017 kwam de brug in het nieuws omdat de gemeente naast de brug bed-bad-broodschip Amanpuri wil afmeren. Op dit schip krijgen 112 dakloze vluchtelingen onderdak. De verantwoordelijkheid ligt bij stichting Inlia.